# Silvio Schembri
Silvio Schembri (Luqa, 21 maggio 1985) è un politico maltese, Ministro dell'economia, dei fondi europei e dei territori dal 15 gennaio 2020.

## Biografia
Nato a Luqa come secondo di quattro figli, suo padre, John Schembri, è sindaco di Luqa dal 2001. Ha ottenuto un bachelors of honours in economia presso l'Università di Malta.

### Carriera politica
A soli 18 anni è stato eletto al consiglio comunale di Luqa col Partito Laburista, divenendo il più giovane consigliere di Malta, e col medesimo partito si è presentato alle elezioni parlamentari del 2013, risultando eletto alla Camera dei rappresentanti, dove è stato rieletto anche nel 2017 e nel 2022.
Nel 2017 è stato Segretario parlamentare per i servizi finanziari, l'economia digitale e l'innovazione sotto il Primo ministro Joseph Muscat mentre con la formazione del primo governo Abela è stato nominato Ministro dell'economia e dell'industria nel 2020; il ministero è stato poi rinominato nel novembre dello stesso anno in Ministero dell'economia, degli investimenti e delle piccole imprese per poi essere nuovamente ridenominato nel secondo governo Abela in Ministero dell'economia, dei fondi europei e dei territori.

## Controversie
Nel 2023 la ONG Repubblika ha denunciato Schembri per presunti abusi di potere concretizzati da un lato nel presunto utilizzo a scopi elettorali di uffici di proprietà di fornitori del governo maltese e dall'altro dall'utilizzo di funzionari negli uffici distrettuali in base ad un'inchiesta pubblicata dal quotidiano Times of Malta.